# Sensible World of Soccer '96/'97
Sensible World of Soccer '96/'97 is een computerspel uit 1996. Het spel werd ontwikkel door Sensible Software en uitgeven door Renegade Software. Het spel is een topdown voetbalspel waarbij korte wedstrijd gespeeld worden van drie minuten of een complete voetbalcarrière van 20 jaar nagespeeld worden. Er kan worden gekozen uit 1400 teams uit vijf verschillende continenten.

## Ontvangst
| Beoordeeld door   | Platform | Datum            | Score |
| ----------------- | -------- | ---------------- | ----- |
| Gamestyle         | Xbox 360 | 6 januari 2008   | 90%   |
| ripten            | Xbox 360 | 27 december 2007 | 90%   |
| Console Monster   | Xbox 360 | 22 maart 2008    | 90%   |
| VicioJuegos.com   | Xbox 360 | 27 juni 2008     | 90%   |
| GameCola.net      | Xbox 360 | januari 2008     | 87%   |
| TeamXbox          | Xbox 360 | 19 december 2007 | 85%   |
| Wonderwallweb.com | Xbox 360 | 8 januari 2008   | 80%   |
| Everyeye.it       | Xbox 360 | 4 januari 2008   | 80%   |
| UltraNinjas       | Xbox 360 | 8 januari 2008   | 80%   |
| Power Play        | DOS      | november 1995    | 76%   |
| Thunderbolt Games | Xbox 360 | 13 april 2008    | 70%   |